# Hamidullah Haji Abdullah
Hamidullah Haji Abdullah Wakili (auch Wakily; * 30. Juni 1994) ist ein afghanischer Fußballtorwart, der seit 2016 beim afghanischen Erstligisten Tofan Harirod spielt.

## Vereinskarriere
2014 unterschrieb Haji Abdullah seinen ersten Vertrag bei Tofan Harirod, kam aber an den gesetzten Faridoon Khatibi nicht vorbei und blieb ohne Einsatz. Erst zur Saison 2016 kehrte er zu Tofan zurück. In dieser Saison konnte er sich als Stammtorwart durchsetzen; er kam in allen drei Spielen zum Einsatz.

## Nationalmannschaft
Wakili wurde 2015 in den Kader der U-23-Nationalmannschaft für die Olympia-Qualifikationsspiele vom 23. März bis zum 29. März 2015 berufen. Nachdem im ersten Spiel Kawash Haidari gespielt hatte, spielte Wakili die restlichen drei Spiele. Die Qualifikation gelang schlussendlich nicht.
Im Dezember 2015 wurde er erstmals für die A-Nationalmannschaft für die Südasienmeisterschaft 2015 nominiert; im Turnier kam nicht zum Einsatz, gewann jedoch die Silbermedaille nach der Niederlage im Finale gegen Indien (1:2 n. V.). Im Juli 2017 wurde er wieder für U-23-Nationalmannschaft für die Asien-Cup-Qualifikationsspiele nominiert. Am 10. Oktober 2017 debütierte er schließlich in der A-Nationalmannschaft beim 3:3-Unentschieden gegen Jordanien.

## Erfolge
- Vize-Südasienmeister: 2015 (ohne Einsatz)